# Ida Noddack
Ida Noddack (n. 25 februarie 1896, Wesel, Regatul Prusiei, Imperiul German – d. 24 septembrie 1978, Bad Neuenahr, Renania-Palatinat, Germania), născută Tacke, a fost un chimist și fizician german. Este cea care conceptualizează în premieră – în 1934 – fenomenul numit ulterior fisiune nucleară. Alături de Walter Noddack (soțul ei) și Otto Berg, a descoperit elementul 75, reniul. A fost nominalizată de trei ori pentru Premiul Nobel pentru Chimie.